# مهران (بندر لنجة)
 مهران  بالفارسية (دهستان مهران) قرية كبيرة تتبع البلدة المركزية (بالفارسية: بخش مرکزی شهرستان بندر لنگه) من توابع مدينة لنجة وتقع في محافظة هرمزگان في جنوب إيران.

## السكان
يبلغ عدد سكان القرية حسب تعداد السكان لعام 2006 للميلاد، (8071) نسمه تشكل من أهل السنة والجماعة وعلى المذهب الشافعي. و يتكلمون العربية.